# Валя-Арінь
Валя-Арінь, Валя-Аріні (рум. Valea Arini) — село у повіті Нямц в Румунії. Входить до складу комуни Белцетешть.
Село розташоване на відстані 299 км на північ від Бухареста, 22 км на північ від П'ятра-Нямца, 98 км на захід від Ясс.

## Населення
За даними перепису населення 2002 року у селі проживали 645 осіб, усі — румуни. Усі жителі села рідною мовою назвали румунську.